# Lęgnia

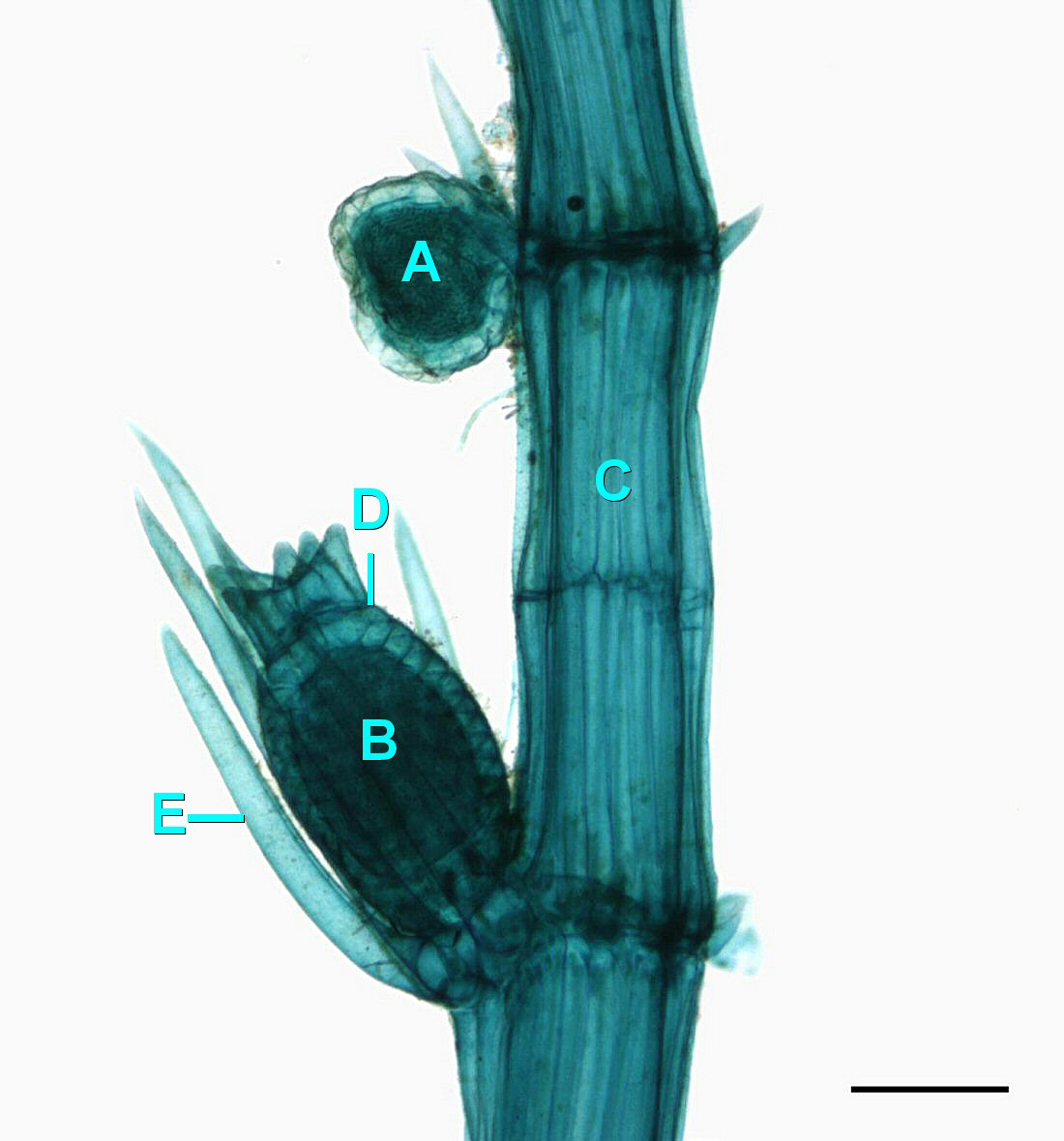
Lęgnia i plemnia u glonu ramienica (Chara)

Lęgnia lub askogonium (łac. oogonium) – jednokomórkowe gametangium żeńskie u glonów i grzybopodobnych lęgniowców (Oomycota). Jest to przekształcona komórka wegetatywna zawierająca jedną lub kilka nieruchomych komórek jajowych. Może być tej samej wielkości co komórki wegetatywne, lub większa. Zwykle ma w ściance otwór, przez który do jej wnętrza może wniknąć plemnik.
Opis zdjęcia:
- A – plemnia
- B – komórka jajowa
- C – strzępka wegetatywna
- D – lęgnia
- E – nibyliście

U lęgniowców lęgnie przeważnie są kuliste, kilkakrotnie większe od plemni i powstają na końcach strzępek, rzadziej interkalarnie (na przebiegu strzępki). Torbielowate lub maczugowate plemnie tworzą się pojedynczo, lub po kilka na tych samych strzępkach (monoklinicznie), lub na innych (diklinicznie). Jądra komórkowe z plemni przenoszą się do lęgni przez rzez kanał utworzony między plemnią a lęgnią, doprowadzając do zapłodnienia znajdującej się w niej komórki jajowej.